# What Do I Have to Do
»What Do I Have to Do« je pesem avstralske pop pevke Kylie Minogue z njenega tretjega glasbenega albuma, Rhythm of Love (1990). Pesem je napisala skupina britanskih tekstopiscev Stock, Aitken & Waterman. Najprej so pesem nameravali izdati po pesmi »Better the Devil You Know«, a so kot drugi singl z albuma izdali pesem »Step Back in Time«, pesem »What Do I Have to Do« pa so kot tretji singl izdali 21. januarja 1991. Pesem je s strani glasbenih kritikov prejemala predvsem pohvale; slednji so menili, da bo pesem postala pop klasika.
Komercialno je bila pesem »What Do I Have to Do« manj uspešna kot prejšnja dva singla z albuma, saj je zasedla le enajsto mesto na

## Ozadje
Obstajajo trije uradni promocijski remixi pesmi. Prva verzija, ki je na začetku niso izdali, ima velik poudarek na sintetizatorju in vokalih. Pri drugi verziji, ki so jo vključili na album, so sintetizator zamenjali bobni in bas kitara, vokale pa so nekoliko omilili. Tretja verzija, remix z gramofonske plošče, je vključevala več bobnov, spet pa je bilo več poudarka na vokalu, uporaba sintetizatorja pa je še manjša kot pri različici z albuma. Ta verzija vključuje tudi nekaj elementov drugih pesmi in nekatere odlomke iz komične predstave Sama Kinisona.
Na začetku so pesem »What Do I Have To Do« nameravali izdati kot naslednika singla »Better the Devil You Know«, kasneje pa so ga izdali šele kot tretji singl z albuma, saj so zanj posneli poseben remix. V svoji biografiji Girl Next Door, izdani leta 1999, je Kylie Minogue dejala, da je ta pesem njena najljubša pesem za izvajanje v živo.

## Sprejem kritikov
Pesem »What Do I Have To Do?« je s strani glasbenih kritikov ob izidu prejemala predvsem pohvale.  ocenjevanjem albuma Rhythm of Love (1990) je  Chris True s spletne strani Allmusic napisal, da pesem resnično izstopa od vseh ostalih pesmi z albuma. Med ocenjevanjem kompilacije Ultimate Kylie je Mark Edwards iz revije Stylus pesem pohvalil in zraven napisal: »[Pesmi 'What Do I Have to Do', 'Shocked' in 'Give Me Just a Little More Time'] so odlične pesmi in Kylie kar naenkrat zveni nekoliko bolj kulsko.« Jason Shawahn s spletne strani About.com je napisal, da je pesem skupaj s pesmima »Better The Devil You Know« in »Wouldn't Change a Thing« »nič drugega kot pop mojstrovina.« Vse tri pesmi je označil tudi za »pop klasike«.

## Dosežki na lestvicah
Pesem »What Do I Have to Do« komercialno ni bila tako uspešna kot njeni predhodniki, a se je vseeno uvrstila visoko na nekaterih glasbenih lestvicah. Pesem je debitirala na sedemindvajsetem mestu avstralske glasbene lestvice, kjer je nazadnje zasedla enajsto mesto in tam ostala še dva tedna. Pesem je debitirala na devetindevetdesetem mestu nizozemske lestvice in na lestvici nazadnje zasedla enainosemdeseto mesto ter tamkaj ostala še en teden. Pesem je zasedla petdeseto mesto francoske lestvice.

## Videospot

### Ozadje in zgodba
Videospot za pesem »What Do I Have to Do« je režiral Dave Hogan. Videospot je bil eden od tistih videospotov, s katerimi se je Kylie Minogue spremenila v »seksi sireno«. Zaradi seksualnih tem v videospotu slednjega niso predvajali na televiziji ob sobotah zjutraj.
Videospot se prične z odlomki plesnih scen. Nato se pokaže Kylie Minogue v bazenu, kjer jo njen fant zasači z nekim drugim moškim. Kylie Minogue se sprehodi do balkona, s katerega gleda na tla, moški pa ji sledi. Nato jo moški opazuje pri plesu z njeno prijateljico v klubu. V naslednjem prizoru se Kylie Minogue zbudi v postelji svojega ljubimca, on pa se ravnokar pripravlja na odhod iz spalnice. Potem Kylie Minogue poje v postelji, vmes pa se pojavljajo prizori nje med plesom in petjem pred belim ozadjem. Ponovno se pojavi v klubu s prijateljico, kjer v njiju strmi njen fant. V naslednjem prizoru Kylie Minogue sedi na klopci, medtem pa se njen fant zabava z nekim drugim dekletom, zelo podobno pevki sami. Kylie Minogue nato vstane in prične plesati, njen fant pa jo opazuje. Nazadnje si naredi tatu na rami in ga pokaže svojemu ljubimcu. Videospot se konča z vsemi prizori, ki zbledijo v enega. Nazadnje se na ekranu pojavi Kylie Minogue v kostumu francoske sobarice; v zadnjem prizoru pevka skupaj s svojim fantom hodi po mostu.

### Sprejem in izjava Kylie Minogue
O videospotu naj bi Kylie Minogue dejala: »Kot koliko hollywoodskih zvezd lahko izgledate v treh minutah in pol?« Dejala je, da obožuje bleščice in glamuroznost siren iz hollywoodske zlate dobe in ta videospot naj bi posvetila njim. Njena ljubezen do te dobe se je kasneje pokazala tudi na njenih turnejah Showgirl. Ta videospot je prvi videospot, ki ga je posvetila svojim herojinjam in oboževalcem eden izmed bolj ljubih. V videospotu se pojavi tudi pevkina sestra, Dannii Minogue.

## Seznam verzij
CD s singlom
1. »What Do I Have to Do« (remix z gramofonske plošče) – 3:32
2. »What Do I Have to Do« (Pumpinov remix) – 7:48
3. »What Do I Have to Do« (razširjeni inštrumentalni remix) – 5:08

Gramofonska plošča s singlom #1
1. »What Do I Have to Do« (remix z gramofonske plošče) – 3:32
2. »What Do I Have to Do« (inštrumentalna različica) – 3:48

Gramofonska plošča s singlom #2
1. »What Do I Have to Do« (Pumpinov remix) – 7:48
2. »What Do I Have to Do« (razširjen inštrumentalni remix) – 5:08

iTunesov digitalni EP – Remixi
(Ob originalnem izidu ni bil na voljo. Prvič izdan preko iTunesa in založbe PWL leta 2009.)
1. »What Do I Have to Do« (inštrumentalna različica z gramofonske plošče #1)
2. »What Do I Have to Do« (remix z gramofonske plošče)
3. »What Do I Have to Do« (spremljevalna pesem z gramofonske plošče)
4. »What Do I Have to Do« (inštrumentalna različica z gramofonske plošče #2)
5. »What Do I Have to Do« (spremljevalna pesem z albuma)
6. »What Do I Have to Do« (inštrumentalna različica z albuma)
7. »What Do I Have to Do« (remix)
8. »What Do I Have to Do« (razširjeni remix z albuma)
9. »What Do I Have to Do« (spremljevalna pesem Moversa & Shakersa)
10. »What Do I Have to Do« (inštrumentalna različica Moversa & Shakersa z gramofonske plošče #1)
11. »What Do I Have to Do« (spremljevalna pesem Moversa & Shakersa z gramofonske plošče)
12. »What Do I Have to Do« (inštrumentalna različica Moversa & Shakersa z gramofonske plošče #2)
13. »What Do I Have to Do« (remix Moversa & Shakersa z gramofonske plošče #1)
14. »What Do I Have to Do« (remix Moversa & Shakersa z gramofonske plošče #2)
15. »What Do I Have to Do« (remix Moversa & Shakersa)
16. »What Do I Have to Do« (Pumpinov remix)

iTunesov digitalni EP - Originalni sintetizatorski remixi (izdan 8. novembra 2010)
1. »What Do I Have to Do« (remix Billyja Ribe: del I) - 3:44
2. »What Do I Have to Do« (remix Billyja Ribe: del II) - 7:30
3. »What Do I Have to Do« (originalna različica remixa z gramofonske plošče) 7.09
4. »What Do I Have to Do« (razširjeni remix z albuma II) 8.42

## Nastopi v živo
Kylie Minogue je s pesmijo »What Do I Have to Do« nastopila na svojih naslednjih koncertnih turnejah:
- Rhythm of Love Tour
- Let's Get to It Tour
- Intimate and Live Tour
- On a Night Like This Tour
- Showgirl: The Greatest Hits Tour (del akta »Smejoča se Kylie«)
- Showgirl: The Homecoming Tour (del akta »Vse je tabu«)
- North American Tour 2009 (del akta »Vse je tabu«)
- Aphrodite World Tour

Poleg tega je pesem izvedla tudi v specijalki oddaje An Audience with Kylie (2001) skupaj s svojimi ostalimi uspešnicami.

## Dosežki
| Lestvica (1991)                               | Dosežek |
| --------------------------------------------- | ------- |
| Avstralija (ARIA)                             | 11      |
| Francija (SNEP)                               | 50      |
| Nizozemska (Mega Single Top 100)              | 81      |
| Združeno kraljestvo (Official Charts Company) | 6       |

| Lestvica (1991)   | Dosežek |
| ----------------- | ------- |
| Avstralija (ARIA) | 90      |